# Johann von Gott Fröhlich
Johann von Gott Fröhlich (kurz Johann Fröhlich; * 1. März 1780 in Markt Bissingen; † 31. Januar 1849 in München) war ein deutscher klassischer Philologe und Gymnasialrektor.

## Leben
Fröhlich war Sohn des oettingen-wallersteinschen Leibkutschers Martin Fröhlich. Er wurde zunächst von einem Geistlichen unterrichtet, der die Begabung des Jungen erkannte und ihm deshalb den Zugang zum Ellwanger Gymnasium ermöglichte. Von einem Grafen von Oettingen-Wallerstein wurde er zunächst empfohlen und unterstützt. Er wurde neben der Gymnasialbildung als Sängerknabe ausgebildet, erlernte das Flötenspiel sowie das Violinenspiel. 1791 wurde er bei den Ellwanger Chor- und Sängerknaben aufgenommen und erhielt beim Ellwanger Chorregenten Johann Melchior Dreyer Unterkunft und Unterhalt. Ab 1795 verdiente er sich seinen Unterhalt einerseits als Hauslehrer der Chorknaben und andererseits wurde er durch einen Grafen Friedrich von Oettingen-Wallerstein finanziell unterstützt. 
Fröhlich bestand 1797, nachdem er in Ellwangen das Gymnasium und die Philosophischen Jahrgänge bestanden hatte, das Aufnahmeexamen für das Bartholomäer-Seminar in Dillingen an der Donau. Er nahm noch 1797 das Studium der Theologie an der Universität Dillingen auf, das er bis 1800 absolvierte. Daneben widmete er sich dem Studium der Schriften von Immanuel Kant und Johann Gottlieb Fichte sowie dem Studium der neuen und alten Sprachen. Am 21. September 1799 erhielt er in Augsburg die niederen Weihen.
Fröhlich folgte 1800 einem Ruf als Informator nach Ellwangen, den er annahm, da er für die Priesterweihe noch zu jung war. In dieser Zeit kam er von dem Plan ab, in den geistlichen Stand aufgenommen zu werden. Er nahm deshalb 1802 an der Universität Landshut das Studium der Rechtswissenschaft auf. Dieses absolvierte er bis 1804. Spätestens bei einem Praktikum 1804 am Landgericht Aichach stellte er fest, dass auch die Rechtswissenschaft nicht seinen Neigungen entsprach.
Fröhlich wurde durch Freunde im Herbst 1804 an das neugegründete Königlich Bayerische Gymnasium Kempten berufen. Er erhielt am 28. Dezember 1804 als Autodidakt eine Stelle als provisorischer und am 30. Mai 1804 als Professor der klassischen Literatur. 1811 wurde er an die Oberklassen des Amberger Gymnasiums versetzt und schließlich 1817 an die Oberklasse des Alten Gymnasiums München. In München gab er außerdem Privatunterricht und war als Lehrer an der Königlich Bayerischen Pagerie tätig. Als 1823 das Gymnasium vom Lyzeum abgetrennt wurde, erhielt Fröhlich das Rektorenamt des Gymnasiums und außerdem die Aufsicht über die Privatlehranstalten übertragen. Das Amt des Kreisscholarchen bekam er zudem 1832 übertragen, das des Schulreferenten der Regierung des Isarkreises hatte er kurzzeitig 1832/1833 inne. 
Fröhlich wurde am 1. Januar 1841 mit dem Ritterkreuz des Verdienstordens vom Heiligen Michael ausgezeichnet und 1842 zum ordentlichen Mitglied der Bayerischen Akademie der Wissenschaften gewählt.

## Werke (Auswahl)
- Sophokleus tragōdiai, 2 Bände, Seidl, Sulzbach 1815.
- Einige Stellen in Horatius Oden und Satiren kritisch behandelt, Schulbuch-Verlag, München 1837.
- Ueber die Anordnung der Gedichte des Q. Valerius Catullus, München 1843.
- Ueber die in Demosthenes' Rede über die Krone enthaltene Grabschrift auf die bei Chäronea gefallenen Athenäer, München 1845.
- Ueber einige Gedichte des Valerius Catullus, München 1852.